# FKB T 1 und 2
Die FKB T 1 und 2 und SKB T 1 und 2 waren vier von der Dessauer Waggonfabrik AG gebaute schmalspurige Dieseltriebwagen.

## Franzburger Kreisbahn T 1 und T 2
Die Franzburger Kreisbahnen beschafften 1935 und 1939 je einen Triebwagen von der Dessauer Waggonfabrik. Sie trugen die Nummern T 1 und T 2, später Pommersche Landesbahnen 1121 und 1124.
Die Deutsche Reichsbahn übernahm beide Triebwagen als VT 137 531 und 532. Der VT 137 531 wurde in den 1950er Jahren in einen Beiwagen, VB 147 562, umgebaut. Dabei wurde statt des 2. Klasse-Abteils eine Toilette eingebaut. Er wurde nach Stilllegung der Franzburger Strecke verschrottet.
Der VT 137 532 erhielt 1958 einen neuen Motor des VEB Dieselmotorenwerk Schönebeck, dieser wurde bei anstehenden Revisionen öfter ausgetauscht. 1970 erhielt der Triebwagen noch die neue Nummer 187 101. Er blieb bis 1971 in Betrieb. 1974 erwarb ihn der Deutsche Eisenbahn-Verein e. V. und überführte ihn nach Bruchhausen-Vilsen. Auf der dortigen Museumseisenbahn ist er seitdem in Betrieb.

## Saatziger Kleinbahnen T 1 und T 2
Zwei baugleiche Fahrzeuge waren seit 1937 bei den Saatziger Kleinbahnen zunächst als T 1 und T 2, später bei den Pommerschen Landesbahnen mit den Nummern 1122 und 1123 in Betrieb. Der eine Triebwagen war zwischen Daber und Stargard eingesetzt, der andere von Nörenberg im östlichen Teil des Netzes. Nach 1945 erhielten sie bei den Polnischen Staatsbahnen (PKP) zunächst die Bezeichnung Mx 345 und 346, ab 1960 die Bezeichnung MBxd1 345 und 346. Bei den Warschauer Zufuhrbahnen wurde der 345 als Triebwagen eingesetzt, der 346 war nur als Beiwagen im Einsatz, weil der Motor als Ersatzteilspender diente. Ende der 1950er-Jahre erhielt der 346 wieder einen Motor, einen Fiat 368 mit 125 PS. Der Triebwagen 345 wurde ab 1960 von Gryfice aus eingesetzt. Auch der MBxd1 346 kam 1964 dorthin. Er bekam dazu an einem Ende breitere Schiebetüren, um größerer Gepäckstücke einladen zu können, ein Abteil wurde zum Gepäckraum. 1974 wurden die Türen wieder rückgebaut, dabei wurden auch die anderen Türe in Richtung Wagenmitte versetzt und abgeschlossene Führerräume geschaffen. Die Triebwagen waren ab 1970 (345) und 1975 (346) auf der Strecke Koszalin (Köslin)–Bobolice (Bublitz)–Białogard (Belgard) im Einsatz. 1970 erhielten sie auch neue Betriebsnummern: 00-40 0044 953-0 und 00-46 0044 954-2. 1982 wurde der erste Triebwagen nach einem Unfall ausgemustert, der zweite 1985 nach einem Brand. Mehrfach wurden bei beiden Triebwagen Motoren und Getriebe ausgewechselt.

## Konstruktive Merkmale
Ursprünglich war unterflur ein Mercedes-Benz-Dieselmotor OM 67 mit 95 PS Leistung eingebaut. Als Tauschmotoren kam später auch die verbesserte Ausführung OM 67/3 mit 100 PS zum Einbau. Die Kraftübertragung erfolgte über eine Kardanwelle auf die jeweils innenliegende Achse der Drehgestelle. Das vierstufige Wendegetriebe war von der Bauart Mylius. Der FKB T 1 hatte in der Mitte ein Abteil 2. Klasse, während der FKB T 2 nur die 3. Klasse aufwies. Die Saatziger Triebwagen verfügten über einen Abort im größeren Raucherabteil, dafür entfielen vier Sitzplätze. Die Belüftung erfolgte über Lüftungsklappen oberhalb der Fenster. Die Abteile der dritten Klasse hatten Holzlattensitze. Die Sitzteilung betrug 3+1, im Raucherabteil der Saatziger Triebwagen aufgrund der Toilette 2+2.